# Kujalleq
Kujalleq (letterlijk: het zuiden, de zuidelijke (gemeente)) is een nieuwe gemeente in Groenland, die op 1 januari 2009 is ontstaan door de samenvoeging van de gemeenten Nanortalik, Narsaq en Qaqortoq. Het is de kleinste gemeente van Groenland, maar de oppervlakte is nog altijd vergelijkbaar met België.
De hoogste berg is de 2.488 meter hoge berg Paatusoq. Deze berg werd in 1962 voor het eerst beklommen.

## Plaatsen in gemeente Kujalleq
- Nanortalik
  - Narsarmijit (Frederiksdal)
  - Alluitsup Paa (Sydprøven)
  - Tasiusaq
  - Aappilattoq
  - Ammassivik
- Qaqortoq (Julianehåb), zetel van het gemeentebestuur

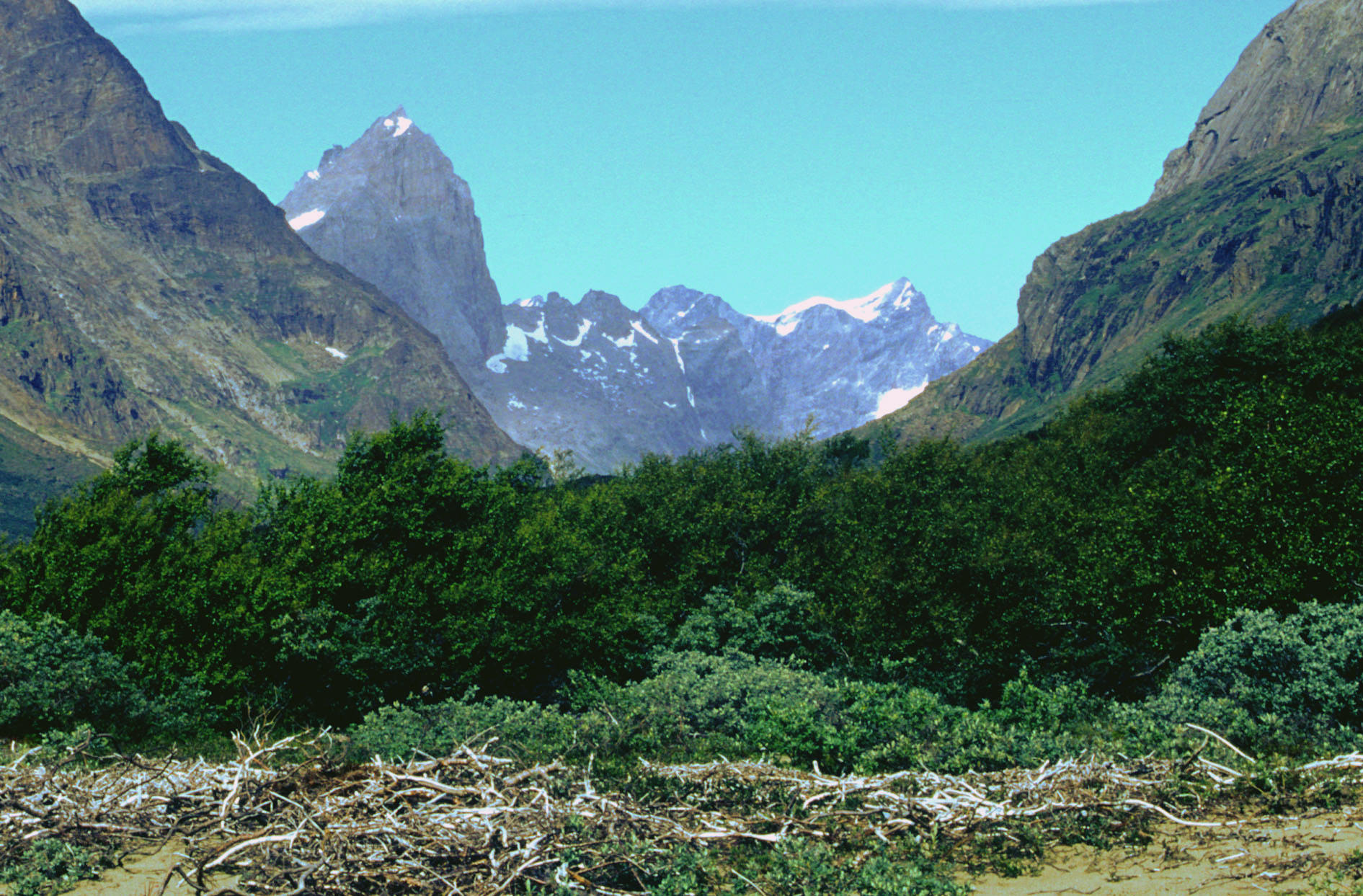
Het Quinnguadal bij Tasiusaq.

  - Eqalugaarsuit
  - Saarloq
  - Qassimiut
- Narsaq
  - Igaliku
  - Narsarsuaq
  - Qassiarsuk

Gemeenten: Avannaata · Kujalleq · Qeqertalik · Qeqqata · Sermersooq 

Nationaal park Noordoost-Groenland

Buiten overheidsgebied: Thule Air Base